# Mount Black Prince
Mount Black Prince är ett berg i Antarktis. Det ligger i Östantarktis. Nya Zeeland gör anspråk på området. Toppen på Mount Black Prince är 3 406 meter över havet, eller 1 126 meter över den omgivande terrängen. Bredden vid basen är 7,9 km. Mount Black Prince ingår i Admiralty Mountains.
Terrängen runt Mount Black Prince är kuperad åt nordväst, men åt sydost är den bergig. Trakten är obefolkad. 